# Sylvain Guintoli
Sylvain Guintoli, né le 24 juin 1982 à Montélimar, est un pilote de vitesse moto et d'endurance français. Il a notamment remporté le championnat du monde de Superbike 2014 , le Championnat du monde d'endurance moto en 2021, ainsi que les 24 Heures du Mans moto en 2021 et 2022.

## Biographie
Il participe à quelques compétitions de scooter dès l'âge de 12 ans et devient l'année suivante le plus jeune champion de France de vitesse en 1995.
Il est sélectionné en 2000 par l'Équipe de France Espoir avec laquelle il devient Champion de France 250 cm3 et se classe troisième en Championnat d'Europe 250 cm3. Propulsé en Grand Prix l'année suivante, il réalise de très belles performances, notamment au Grand Prix d'Assen où il terminera quatrième après avoir été 19e à la fin du premier tour sur une piste mouillée.
Il est pilote essayeur chez Yamaha en 2002 dans la catégorie 500 cm3. Premier podium à Assen en 2003, Sylvain est un pilote rapide et régulier. Il est sacré meilleur pilote privé 250 cm3 en 2005. 
En 2007 et 2008 il devient pilote de MotoGP, avec comme meilleur résultat une quatrième place à Motegi, Japon en 2007.
En 2009 Sylvain s'oriente vers le Superbike. Il devient Champion du Monde Superbike en 2014 sur Aprilia lors de la dernière course, et première course de nuit de l'histoire du WSBK au Qatar, grâce à un magnifique doublé face à Tom Sykes, le 2 novembre 2014.
En 2017, Sylvain intègre Suzuki comme pilote Superbike et de développement MotoGP.
À partir de 2019, il devient consultant pour la chaîne de télévision française Canal+, nouveau diffuseur des Grands Prix de MotoGP, Moto2 et Moto3 pour la France.
Il participe aussi au championnat d'endurance moto EWC, il remportera le titre de champion du monde en 2021 au sein du team Yoshimura SERT Motul.
Depuis mars 2020, il propose sur sa chaîne YouTube du contenu vidéoludique éducatif dans lequel il aborde en détail les techniques et fonctionnements de la moto sur circuit.

### Saison 2007
En 2007, il passe en catégorie MotoGP avec l'équipe Tech 3 sur la Yamaha Dunlop.
Il rentre dans les points pratiquement à chaque Grand Prix. Il réalise un coup d'éclat au GP de France, sur le circuit du Mans. Auteur d'un départ moyen, il remonte tout le monde en seulement quatre tours, et se retrouve premier du Grand Prix devant son compatriote Randy De Puniet. Le destin décidera qu'ils chuteront tous les deux, mais Sylvain remontera sur sa moto pour terminer à la dixième place.
Au Grand Prix du Japon, sur une piste séchante, il passe les pneus slicks très rapidement. Il est l'auteur d'une remontée mémorable. Il échouera au pied du podium.
Une superbe première saison dans la catégorie reine qu'il achève avec 50 points, à l'image de son numéro favori qu'il arbore depuis toujours en référence à ses débuts dans les petites cylindrées. Il termine le championnat 2007 à la seizième place et meilleur "Rookie".

### Saison 2008
Sylvain Guintoli dispute la saison 2008 au sein du team Alice. Il pilote la Ducati Desmosedici GP8 équipée de pneus Bridgestone.
Après onze courses, il est à la quinzième place au classement général avec 38 points.
Sylvain réalise une très belle performance sous la pluie sur le Sachsenring en Allemagne. Malgré une panne électronique qui le conduit à désactiver l'aide au pilotage, il se bat à l'ancienne et termine à la sixième place.
Régulier au cours de la saison, il engrange les points ce qui lui permet d'être treizième au classement général avec 56 points. Pour sa deuxième saison en MotoGP, il domine largement son compatriote Randy de Puniet qu'il devance au classement final pour la première fois de sa carrière.

### Saison 2009
Alors deuxième du British Superbike, il est envoyé au sol lors du tour de chauffe par l'Australien Joshua Brooks juste avant le début de la troisième manche du championnat. Il se blesse et est forfait pour le reste de la saison. Malgré une saison difficile pour cause de blessure, Francis Batta, directeur de l'équipe Suzuki Alstare, l'embauche pour la saison 2010 au championnat du monde de Superbike (WSBK) à la place du japonais Yukio Kagayama. Max Neukirchner étant encore blessé, Sylvain Guintoli fera ses débuts au WSBK lors de la dernière épreuve à Portimão au Portugal.

## Carrière en vitesse moto

### Statistiques par catégorie
| Année                 | Compétitions          | Compétitions          | Courses | Poles | Podiums | Victoires | 2e place | 3e place | Meilleur tour | Titres   |
| --------------------- | --------------------- | --------------------- | ------- | ----- | ------- | --------- | -------- | -------- | ------------- | -------- |
| 2009-2017             | Superbike             | Superbike             | 174     | 4     | 42      | 9         | 18       | 15       | 12            | 1 (2014) |
| 2009                  | Superbike Britannique | Superbike Britannique | 10      | 1     | 4       | 1         | 1        | 2        | 0             | 0        |
| 2002; 2007-2008; 2011 | MotoGP                | MotoGP                | 48      | 0     | 0       | 0         | 0        | 0        | 0             | 0        |
| 2000-2001 ; 2003-2006 | 250 cm3               | 250 cm3               | 80      | 0     | 1       | 0         | 0        | 1        | 0             | 0        |

### Statistiques par saison
| Année | Cat.              | Équipe                                         | Moto    | Courses | Vict. | Podiums | Poles | Mtour | Pts | Position |
| ----- | ----------------- | ---------------------------------------------- | ------- | ------- | ----- | ------- | ----- | ----- | --- | -------- |
| 2000  | 250 cm3           |                                                | Honda   | 1       | -     | -       | -     | -     | 0   | -        |
| 2001  | 250 cm3           | Équipe de France - SCRAB GP                    | Aprilia | 16      | -     | -       | -     | -     | 44  | 14e      |
| 2002  | MotoGP            | Yamaha Tech3                                   | Yamaha  | 1       | -     | -       | -     | -     | 0   | -        |
| 2003  | 250 cm3           | Campetella Racing                              | Aprilia | 15      | -     | 1       | -     | -     | 101 | 10e      |
| 2004  | 250 cm3           | Campetella Racing                              | Aprilia | 16      | -     | -       | -     | -     | 42  | 14e      |
| 2005  | 250 cm3           | Équipe de France - SCRAB GP                    | Aprilia | 16      | -     | -       | -     | -     | 84  | 10e      |
| 2006  | 250 cm3           | Équipe de France - SCRAB GP                    | Aprilia | 16      | -     | -       | -     | -     | 96  | 9e       |
| 2007  | MotoGP            | Dunlop Yamaha Tech3                            | Yamaha  | 16      | -     | -       | -     | -     | 50  | 16e      |
| 2008  | MotoGP            | Alice Team                                     | Ducati  | 16      | -     | -       | -     | -     | 67  | 13e      |
| 2009  | British Superbike | Worx Crescent Suzuki                           | Suzuki  | 10      | 1     | 4       | 1     | 0     | 114 | 11e      |
| 2009  | Superbike         | Team Suzuki Alstare                            | Suzuki  | 2       | -     | -       | -     | -     | 6   | 33e      |
| 2010  | Superbike         | Team Suzuki Alstare                            | Suzuki  | 26      | -     | -       | -     | 1     | 197 | 7e       |
| 2011  | Superbike         | Team Effenbert-Liberty Racing                  | Ducati  | 25      | -     | 3       | -     | 1     | 210 | 6e       |
| 2011  | MotoGP            | Pramac Racing Team                             | Ducati  | 1       | -     | -       | -     | -     | 0   | -        |
| 2012  | Superbike         | Team Effenbert-Liberty Racing Pata Racing Team | Ducati  | 25      | 3     | 7       | 1     | 2     | 214 | 7e       |
| 2013  | Superbike         | Aprilia Racing Team                            | Aprilia | 27      | 1     | 14      | 1     | 2     | 402 | 3e       |
| 2014  | Superbike         | Aprilia Racing Team                            | Aprilia | 24      | 5     | 16      | 2     | 6     | 416 | 1er      |
| 2015  | Superbike         | Pata Honda World Superbike Team                | Honda   | 26      | -     | 1       | -     | -     | 218 | 6e       |
| 2016  | Superbike         | Pata Yamaha Official WorldSBK Team             | Yamaha  | 18      | -     | 1       | -     | -     | 141 | 11e      |

## Carrière en championnat du monde d'endurance moto
| Saison | Moto              | Équipe                            | Courses | Victoires | Podiums | Poles | MT | Pts.  | Pos. |
| ------ | ----------------- | --------------------------------- | ------- | --------- | ------- | ----- | -- | ----- | ---- |
| 2021   | Suzuki GSX-R1000R | Yoshimura SERT Motul              | 4       | 2         | 3       | 1     | 1  | 175.5 | 1er  |
| 2022   | Suzuki GSX-R1000R | Yoshimura SERT Motul              | 3       | 1         | 1       | 0     | 1  | 109   | 2e   |
| 2023   | Suzuki GSX-R1000R | Yoshimura SERT Motul              | 4       | 1         | 1       | 1     |    | 161   | 2e   |
| 2024   | BMW M 1000 RR     | BMW Motorrad World Endurance Team | 4       | 0         | 2       |       |    | 119   | 3e   |
| 2025   | BMW M 1000 RR     | BMW Motorrad World Endurance Team |         |           |         |       |    |       |      |
| Total  | Total             | Total                             | 15      | 4         | 7       | 2     | 2  | 564.5 |      |

*Saison en cours